# 아르모니아 문디
아르모니아 문디(Harmonia Mundi)는 1958년 프랑스 파리에서 베르나르 쿠타스가 설립한 음반사이다. 1986년에 프랑스 남부 아를르 지방으로 이전했다. 처음에 영국의 카운터테너인 알프레드 델러와 전속 계약을 맺고 발매한 음반이 성공을 거둔 이후, 오늘날까지 고음악과 종교 음악 분야에서 훌륭한 음반을 발매하고 있다. 아르모니아 문디는 라틴어로 "세계의 조화"를 뜻한다.
아르모니아 문디는 주로 클래식 음악 분야의 음반을 취급하지만 월드 뮤직 음반도 발매하고 있다.

## 참고
- 아르모니아 문디 USA는 아르모니아 문디 프랑스 본사의 자회사이다.

- 클래식 전문 음반사 도이치 아르모니아 문디는 소니 BMG의 자회사이며, 아르모니아 문디와는 관계가 없는 회사이다.

- 2015년에 PIAS Group에 인수 되었다.